# Shahrestān di Nahavand
Lo shahrestān di Nahavand (farsi شهرستان نهاوند) è uno dei 9 shahrestān della provincia di Hamadan, il capoluogo è Nahavand. Lo shahrestān è suddiviso in 4 circoscrizioni (bakhsh): 
- Centrale (بخش مرکزی)
- Khazal (بخش خزل), con la città di Firuzan.
- Zarrin Dasht (بخش زرین‌دشت), con la città di Barzul.
- Giyan (بخش گیان), con la città di Giyan.